# Сагалов, Зиновий Вульфович
Зиновий Вульфович (Владимирович) Сагалов (19 сентября 1930, Тифлис — 11 сентября 2020, Аугсбург, Германия) — русский писатель, драматург и поэт, сценарист.

## Биография
Согласно документам, родился 19 сентября 1930 года в Тифлисе (ныне Тбилиси) в еврейской семье, но всю жизнь до отъезда в Германию в 2001 году, за исключением нескольких лет эвакуации, провёл в Харькове. Сам Сагалов в воспоминаниях указывает, что на самом деле родился в Харькове, но в метрике была указана столица Грузии. Его отец был фармацевтом, мать — зубным врачом. Фамилией при рождении была указана дядина — Локшин. Учился в харьковской средней школе № 36. В начале сентября 1941 года эвакуировался с матерью и бабушкой в Саратов, откуда им позже пришлось эвакуироваться дальше в Чимкент и в 1943 году — в Верхнюю Гнилушу Воронежской области, где они воссоединились с отцом. Летом 1944 года вся семья вернулась в Харьков.
В 1952 году Сагалов окончил отделение журналистики Харьковского госуниверситета. Работал в газетах, издательствах, литературной части театра, научно-исследовательском институте. Литературное творчество — в основном драматургия. Автор текста популярной песни о Харькове «Старый город» (музыка Валентина Иванова).
Зиновий Сагалов — автор более двадцати драматических произведений разных жанров, поставленных и идущих в театрах Украины, России, Казахстана, а также Израиля, Германии и США. Герои пьес Зиновия Сагалова — исторические личности: Айседора Дункан, Илья Репин, Елизавета Званцева, Франц Кафка, Марк Шагал, Пётр Чайковский, Тарас Шевченко, Сара Бернар, Элеонора Дузе, Наталья Нордман, Соломон Михоэлс, Антон Чехов и др. Его пьесы печатались в журналах «Театр», «Современная драматургия», «Нева», «Молодёжная эстрада», «Райдуга», «Истоки», а также изданы отдельными сборниками: «Три жизни Айседоры Дункан» (1998), «Седьмая свеча» (2001), «Клип, или Забавы мертвецов» (2001), «Всемирный заговор любви»(2002), «Сестры Джоконды» (2005). В Харькове его пьесы ставились в областной филармонии и в трёх театрах: украинской драмы имени Т. Г. Шевченко, в местном ТЮЗе и в Камерном еврейском театре.
Профессиональное знание законов сцены (автор долгие годы работал заведующим литературной частью театра), мастерство в построении сюжета, владение приемами современной, подчас парадоксальной драматургии — все это дает возможность для создания ярких, интересных спектаклей.
Прозаические произведения: документальные повести «Прелюдия к Нюрнбергу» (1990), «Смерть магистра» (1997), изданный в 2003 году роман «Дело „Джойнт“, или Шуба для палача», а также книга эссе и воспоминаний «Действующие лица» (2013). Вышло в свет трехтомное собрание сочинений: «ТЕАТР ИКС» (драматургические произведения), «Дело „Джойнт“, или Шуба для палача» (переиздание романа) и «Тамбурмажор» (книга новой прозы).
В разные годы изданы несколько поэтических книг, адресованных детям: «Королевство Тру-ля-ля», «Город мыльных пузырей», а также сборник лирических стихов «Однажды».

## Переезд в Германию
С 2001 года жил в Германии (Аугсбург), где закончил работу над романом «Дело „Джойнт“, или Шуба для палача» и написал четыре новые пьесы: «Любовные игры Сары и Элеоноры», «Блонди и Адольф», «Далекая палуба, или Яд для Петра Ильича» и «Не верьте г-ну Кафке!». Последняя пьеса отмечена дипломом на Всероссийском драматургическом конкурсе «Действующие лица 2005».
Скончался в Аугсбурге 11 сентября 2020 года. Был похоронен 17 сентября 2020 года на новом еврейском кладбище Аугсбурга.

## Семья
- Жена — Маргарита Сагалова
  - Дочь — Татьяна Романова
    - Внук — Владимир Сагалов
    - Внучка — Вероника Романова

## Членство в профессиональных организациях
- Член Национального союза писателей Украины
- Член Национального союза журналистов Украины
- ЧленСоюза театральных деятелей Украины
- Член Международной федерации русских писателей
- Член Российского авторского общества (РАО)[7]

## Творчество

### Авторский театр «Lesedrama»
13 июня 2004 года в Аугсбурге состоялась премьера спектакля «Любовные игры Сары и Элеоноры», который открыл первый сезон авторского театра Сагалова «Lesedrama» при аугсбургской еврейской общине, где им было поставлено шесть пьес собственного сочинения:
- Любовные игры Сары и Элеоноры
- Сестры Джоконды
- Набережная Круазетт
- Не верьте г-ну Кафке!
- Васисуалий и Варвара
- Последняя суббота

В самом начале предполагалось, что это будет не традиционный театр, а «театр чтеца», где артисты будут читать тексты, а не заучивать их наизусть. Однако со временем от этой идеи отказались, но название осталось прежним.
Театр показывал спектакли в Аугсбурге, Бамберге, Мюнхене, Эрлангене и Штраубинге. Отмечен дипломами и призами на Международных театральных фестивалях в Эрлангене и Санкт-Петербурге.
В 2009 году театр «Lesedrama» принял участие во Втором Международном конкурсе любительских театров «Театр начинается…» в Санкт-Петербурге и получил два диплома.

### Постановки в других театрах
15 декабря 2002 года в Штутгарте на сцене Театра - студии ЕРОВ (Еврейской общине Вюртемберга) состоялась премьера спектакля "Графиня и Король"  по пьесе З.Сагалова "Последняя роль Соломона Михаэлса" в постановке Феликса Харама.
30 января 2005 года в Штутгарте на сцене Театра - студии Еров состоялась премьера спектакля " Полеты с ангелом" по пьесе Зиновия Сагалова  в постановке Феликса Харама. 
В Израиле было поставлено несколько спектаклей по пьесам Зиновия Сагалова режиссёром Григорием Грумбергом («Три жизни Айседоры Дункан» и «Последняя роль Соломона Михоэлса»).
22-23 мая 2013 года в Москве состоялась премьера: спектакль по пьесе Зиновия Сагалова «Полёты с ангелом» в постановке Сергея Юрского. Это — совместный проект Театра им. М. Н. Ермоловой и продюсера Леонида Робермана.
28 января 2019 года в Харькове состоялась премьера спектакля «Полёты с ангелом (Марк Шагал)». Главную роль в этой постановке сыграл народный артист Украины Александр Васильев. Режиссёр-постановщик — Армен Калоян.
Последняя пьеса была посвящена Чехову и называлась «Реквием с шампанским и устрицами».

### Пьесы
Драматические истории:
- Далекая палуба…
- Полёты с Ангелом[14]
- Графиня и король
- Танго 33
- Последняя суббота
- Всемирный заговор любви
- Слушается дело о покушении на тело

Исповеди:
- Три жизни Айседоры Дункан
- Набережная Круазет
- Не верьте г-ну Кафке!
- Сестры Джоконды
- Страсти по Сонечке

Комедии и тригифарсы:
- Рашен ранчо «Ниагара»
- Клип, или Забавы мертвецов
- Блонди и Адольф
- Роковые яйца

Мюзиклы:
- Васисуалий и Варвара
- Скандал в Париже

Сцены в одном действии:
- Реквием с шампанским и устрицами

### Пьесы для детей
- Похищение Джонни Дорсета (Вождь краснокожих)
- Сапоги на ужин
- ЧП на золотом пляже
- Верхом на метле

### Проза
- «Дело „Джойнт“, или Шуба для палача»
- «Действующие лица»
- «Тамбурмажор»

### Публицистика, эссе
- Третья жертва
- Вокруг Чайковского
- Эрнст Буш и его харьковский «двойник»
- Крёстный отец величайшего безбожника
- Он оставил нам свою музыку
- Он жил с осколками «Хрустальной ночи»
- Процесс в Харькове — прелюдия к Нюрнбергу
- «Добрейший немец», друг поэта

### Поэзия
- Opus 1954. Поэма
- Стихи разных лет
- Песнь разбитого хрусталя
- Стихи для детей